# Michael Williams (patinage artistique)
Pour les articles homonymes, voir Michael Williams et Williams.
Michael Thorpe Williams, né le 23 mars 1947 à Manchester en Angleterre, est un patineur artistique britannique, double champion de Grande-Bretagne en 1967 et 1968.

## Biographie

### Carrière sportive
Michael Williams est double champion de Grande-Bretagne en 1967 et 1968.
Il représente son pays à deux championnats européens (1967 à Ljubljana et 1968 à Västerås), deux mondiaux (1967 à Vienne et 1968 à Genève) et aux Jeux olympiques d'hiver de 1968 à Grenoble.
Il quitte les compétitions sportives après les mondiaux de 1968.

## Palmarès
| Compétitions                    | 1965 | 1966 | 1967 | 1968 |  |  |  |  |  |  |  |  |  |  |
| Jeux olympiques d'hiver         |      |      |      | 15e  |  |  |  |  |  |  |  |  |  |  |
| Championnats du monde           |      |      | 16e  | 13e  |  |  |  |  |  |  |  |  |  |  |
| Championnats d’Europe           |      |      | 13e  | 13e  |  |  |  |  |  |  |  |  |  |  |
| Championnats de Grande-Bretagne | 3e   | 2e   | 1er  | 1er  |  |  |  |  |  |  |  |  |  |  |
|                                 |      |      |      |      |  |  |  |  |  |  |  |  |  |  |